# Isekai Cheat Magician
Isekai Cheat Magician (異世界チート魔術師?, Isekai Chīto Majutsushi, lett. "I maghi imbroglioni di un altro mondo") è una serie di light novel scritta da Takeru Uchida e illustrata da Nardack, pubblicata da Shufunotomo sotto l'etichetta Hero Bunko dal 28 giugno 2013. La storia segue le avventure di Taichi Nishimura e Rin Azuma, due studenti delle superiori ed amici d'infanzia, che si ritrovano magicamente all'interno di un mondo fantasy.

## Trama
Taichi Nishimura e Rin Azuma sono due studenti delle scuole superiori ed amici d'infanzia. Un giorno, mentre si stanno recando insieme a scuola, compare dinanzi a loro un cerchio magico che li trasporta in un mondo fantasy. Mentre cercano di capire la situazione vengono attaccati da un mostro ma per loro fortuna sopraggiunge un gruppo di avventurieri in loro soccorso che li salva appena in tempo. Dopo essere arrivati in una cittadina poco distante, i due decidono di diventare a loro volta degli eroi e scelgono di iscriversi in tale categoria ma nel mentre scoprono di possedere magie e abilità fisiche estremamente potenti. Così i due iniziano le proprie avventure come i più potenti "cheat magician" in circolazione. Tuttavia, come Taichi è costretto a scoprire, la sua presenza ad Altia è stata voluta da una donna misteriosa che desidera usare il suo potere per controllare il destino di questo mondo.

## Personaggi

### Principali

Taichi e Rin nella sigla iniziale dell'anime

Taichi Nishimura (西村太一?, Nishimura Taichi)
Doppiato da: Kōhei Amasaki
Uno studente delle superiori, ha quindici anni, ed è un fanatico dei giochi di ruolo, ha dei buoni riflessi ma è privo di ambizione. Riesce a mantenere la calma anche nei momenti di crisi, è una persona ottimista e dal carattere gentile, a tal punto di potersi sacrificare per gli altri. Quando viene teletrasportato nel mondo di Altia, diventa un Unique Magician ed ottiene delle grandissime abilità magiche molto potenti, che gli permettono di fare appello direttamente agli spiriti elementali e ai loro poteri. Per via di questo suo livello di potere smisurato, il quale gli conferisce un notevole vantaggio rispetto alla maggior parte dei suoi avversari, viene considerato un "cheat magician", ovvero sia un mago imbroglione, da qui il nome della serie.
Rin Azuma (吾妻 凛?, Azuma Rin)
Doppiata da: Rie Takahashi
La compagna di scuola coetanea nonché amica d'infanzia di Taichi, che da tempo ha una cotta per lui. È una ragazza molto intelligente dai lunghi capelli neri (color rame nel manga e nell'anime) che tiene legati in una coda di cavallo. Dopo essere stata portata ad Altia, guadagna anche lei dei poteri magici di alto rango e diventa così una Quad Magician, con la capacità di usare tutte e quattro le forze elementari di base: terra, fuoco, vento e acqua. Sebbene la sua capacità magica sia inferiore a quella di Taichi, è in grado di applicare le sue conoscenze della fisica alle sue manifestazioni magiche, rivelandosi molto versatile. Nella web novel originale si chiamava Kanade Azuma (吾妻 奏?, Azuma Kanade), ma in seguito è stata rinominata Rin Azuma per rimanere coerenti con il manga e l'anime.
Lemia Santacru (レミーア・サンタクル?, Remīa Santakuru)
Doppiata da: Sayaka Ōhara
Una maestra Triple Magician in grado di usare gli elementi del fuoco, dell'acqua e del vento. È nota con il titolo di Maga delle foglie cadenti (落葉 の 魔術師?, Rakuyō no majutsu-shi). Diventa la mentore di Taichi e Rin dopo aver scoperto i loro straordinari poteri magici.
Muller (ミューラ?, Myūra)
Doppiata da: Minami Tanaka
Un'elfa ed ex apprendista di Lemia, è una Dual Magician, in grado di utilizzare gli elementi del fuoco e della terra. È conosciuta ai più con il titolo di "Spadaccina d'oro" per la sua abilità con la spada. Impressionata dalle abilità di Rin, diventerà amica di quest'ultima in breve tempo.
Airy (エアリィ?, Earyi) / Aerial (エアリィ?, Aerial) / Sylphy (シルフィ?, Shirufi) / Sylphid (シルフィド?, Shirufido)
Doppiata da: Yurika Kubo
La regina degli spiriti del vento che sono legati a Taichi. Inizialmente si presenta come un semplice spirito di nome Aerial, ma quando il potere di Taichi aumenta, si evolverà mostrando la sua vera identità.

### Regno di Eristein
Gilmar (ジマール?, Jimāru)
Doppiato da: Hiroshi Yanaka
Il re di Eristein e vecchia conoscenza di Lemia. I suoi piani cosmopoliti prevedono la condivisione dei talenti magici di Eristein con quelli degli altri regni vicini e questo lo porta ad essere spesso sfidato dai tradizionalisti, come suo fratello Duke Dortesheim, i quali desiderano fortemente preservare la superiorità del loro paese per quanto riguarda la prodezza magica. Al fine di reprimere la guerra civile oramai incombente, ordina la convocazione di un essere proveniente da un altro mondo che esercitasse un potere maggiore di qualsiasi altro mago di Altia, il quale si rivelerà essere Taichi.
Charlotte (シャルロット?, Sharurotto)
Doppiata da: Rie Suegara
La figlia di re Gilmar nonché la principessa di Eristein. È una maga capace di manipolare il tempo e lo spazio; è colei che ha convocato nel suo regno Taichi e casualmente anche Rin, per ordine di suo padre.
Arcena Norman (アルセナ ノーマン?, Arusena Nōman)
Doppiata da: Saori Ōnishi
La figlia del marchese Norman e fidata servitrice del re Gilmar e della principessa Charlotte. È anche l'arcivescovo designato della chiesa di Leija, una diffusa religione di beneficenza fondata sulle gesta di una martire canonizzata di nome Leicia, e considerata una santa dal popolo di Eristein.
Smyera (スミェーラ?, Sumyēra)
Doppiata da: Marina Inoue
L'alto comandante femminile delle forze del re Gilmar. Dopo uno scontro di allenamento con Taichi, si innamora a colpo d'occhio di quest'ultimo e gli si propone audacemente.
Bella Lafuma (ベラ・ラフマ?, Bera Rafuma)
Doppiata da: Yurika Aizawa
Il mago di corte di re Gilmar.
Balda (バルダ?, Baruda), Raquelta (ラケルタ?, Rakeruta) e Mejila (メヒリャ?, Mechira)
Doppiate da: Takanori Kino (Balda), Atsushi Tamaru (Raquelta) e Ayaka Nanase (Mejila)
Un trio di avventurieri professionisti di alto livello che salvano Taichi e Rin quando arrivano ad Altia e diventano i loro primi amici.
Gerard Bogard (ジェラード・ボガード?, Jerādo Bogādo)
Doppiato da: Ayaka Nanase
Un nano e il maestro della gilda degli avventurieri di Azpire.
Marie (マリエ?, Marie)
Doppiata da: Yuna Kamakura
L'addetta alla reception della gilda degli avventurieri di Azpire.
Almeda (アルメダ?, Arumeda)
Doppiata da: Chikago Sugimura
La figlia di un giovane locandiera di Azpire che fa amicizia con Taichi e Rin quando questi alloggiano nella locanda dei suoi genitori dopo essere diventati ufficialmente avventurieri.
Anastasia (アナスタシア?, Anasutashia)
Doppiata da: Ayumi Mano
Un'assassina che attaccò Taichi e Rin mentre stavano indagando su un caso per conto della gilda degli avventurieri nella città di Azpire. Dopo essere stata catturata, le viene risparmiata la vita da Taichi, e così decide di redimersi, rinunciando alla sua professione e diventando un membro della gilda, si prenderà una cotta per il ragazzo per via della sua compassione. Poco dopo muore in una battaglia contro un'orda di mostri che attacca Azpire, aiutando così Taichi a scoprire il suo vero potenziale e rafforzare la sua determinazione per salvare i suoi amici e le persone a lui care.
Miro (ミロ?, Miro) e Mero (メロ?, Mero)
Doppiate da: Hina Kino
Due giovani maghi gemelli specializzati nell'elemento terra.

### Antagonisti
Lodra (ロドラ?, Rodora)
Doppiata da: Daisuke Hirakawa
L'antagonista principale della serie. Ricopre ufficialmente la carica di alto cardinale di Eristein ed assieme alla sua padrona, Lady Shade, persegue i due adolescenti bloccati nel loro mondo.
Shade (シェード?, Shēdo)
Doppiata da: Hitomi Nabatame
La regina degli spiriti dell'oscurità che ha progettato l'arrivo di Taichi ad Altia per utilizzare il suo potere e prendere così il controllo del destino del mondo.
Cassim (カシム?, Kashimu)
Doppiato da: Hiro Shimono
Un mago malvagio e servitore di Lodra che incontra per la prima volta Taichi e Rin nei panni di un frutticoltore che ostacola in ogni modi gli sforzi compiuti dai veri agricoltori nella vendita dei loro prodotti. È specializzato nell'evocare e controllare gli spiriti elementali, è un mago del patto cremisi che usa il sangue degli esseri viventi per infondere potere ad altre creature. Dopo che Taichi lo ha privato del suo braccio durante il loro primo combattimento, inizierà a provare rancore e cercherà di vendicarsi in ogni modo.
Grammy (グラミ?, Gurami)
Doppiata da: Yōko Hikasa
Una donna maga del patto cremisi leggermente sbilanciata e partner di Cassim che è sempre desiderosa di ingaggiare i suoi nemici in un combattimento singolo. Nonostante ciò, ha un forte senso dell'onore che la porta a disprezzare metodi subdoli come l'assassinio e perciò preferisce affrontare i suoi avversari faccia a faccia. È specializzata nella magia del vento.
Dortesheim (ドルトエスハイム?, Dorutoesuhaimu)
Doppiato da: Jiro Saito
Il fratello minore di re Gilmar. Scontento della politica aperta di suo fratello, ha istigato una ribellione atta a conquistare il trono di Eristein, ignaro però di essere usato come un burattino da Lodra e dai suoi seguaci.
Inimicus (イニミクス?, Inimikusu)
Doppiata da: Satoshi Hino
Il consigliere corrotto di Duke Dortesheim, è segretamente in combutta con Lady Shade.

### Altri
Takashi Onodera (小野寺 貴史?, Onodera Takashi)
Un amico e compagno di scuola di Taichi e Rin, è un ragazzo molto portato per l'atletica. Per lungo tempo ha nutrito una cotta per Rin e ne rimane deluso quando si rende conto che il cuore della ragazza appartiene esclusivamente a Taichi. Nel prologo dei romanzi, è testimone dello spostamento di Taichi e Rin in un altro mondo. Non compare nella serie anime.

## Media

### Light novel
L'opera, scritta e ideata da Takeru Uchida, ha iniziato la pubblicazione sul sito web Shōsetsuka ni narō nel 2012. Concepita dall'autore come una serie di romanzi amatoriali, è stata poi adattata in una serie di light novel, illustrata da Nardack, a partire dal 28 giugno 2013. Diciassette volumi sono stati pubblicati da Shufunotomo, sotto l'etichetta Hero Bunko, entro il 30 settembre 2024.

#### Volumi
| Nº | Data di prima pubblicazione | Data di prima pubblicazione | Data di prima pubblicazione |
| Nº | Giapponese                  | Giapponese                  |                             |
| -- | --------------------------- | --------------------------- | --------------------------- |
| 1  | 28 giugno 2013              | ISBN 978-4-07-290972-0      |                             |
| 2  | 26 dicembre 2013            | ISBN 978-4-07-294220-8      |                             |
| 3  | 29 aprile 2014              | ISBN 978-4-07-299163-3      |                             |
| 4  | 30 settembre 2015           | ISBN 978-4-07-403070-5      |                             |
| 5  | 30 maggio 2016              | ISBN 978-4-07-417668-7      |                             |
| 6  | 30 giugno 2017              | ISBN 978-4-07-426236-6      |                             |
| 7  | 28 dicembre 2017            | ISBN 978-4-07-429080-2      |                             |
| 8  | 31 maggio 2018              | ISBN 978-4-07-432610-5      |                             |
| 9  | 30 marzo 2019               | ISBN 978-4-07-437079-5      |                             |
| 10 | 28 giugno 2019              | ISBN 978-4-07-439575-0      |                             |
| 11 | 28 settembre 2019           | ISBN 978-4-07440561-9       |                             |
| 12 | 30 marzo 2020               | ISBN 978-4-07-442838-0      |                             |
| 13 | 30 settembre 2020           | ISBN 978-4-07-446026-7      |                             |
| 14 | 27 febbraio 2021            | ISBN 978-4-07-447942-9      |                             |
| 15 | 29 ottobre 2021             | ISBN 978-4-07-449711-9      |                             |
| 16 | 31 gennaio 2024             | ISBN 978-4-07-456705-8      |                             |
| 17 | 30 settembre 2024           | ISBN 978-4-07-460836-2      |                             |

### Manga
Un adattamento manga di Karin Suzuragi viene serializzato sulla rivista Monthly Shōnen Ace di Kadokawa Shoten dal 26 dicembre 2016, mentre il primo volume tankōbon è stato pubblicato il 26 giugno 2017. Diciotto volumi sono stati pubblicati entro il 26 dicembre 2024.
| 1  | 26 giugno 2017            | ISBN 978-4-04-105917-3 |
| 1  | Capitoli - Capitoli 0-5   |                        |
| 2  | 26 ottobre 2017           | ISBN 978-4-04-106309-5 |
| 2  | Capitoli - Capitoli 6-10  |                        |
| 3  | 26 aprile 2018            | ISBN 978-4-04-106310-1 |
| 3  | Capitoli - Capitoli 11-15 |                        |
| 4  | 25 settembre 2018         | ISBN 978-4-04-107474-9 |
| 4  | Capitoli - Capitoli 16-20 |                        |
| 5  | 26 marzo 2019             | ISBN 978-4-04-107477-0 |
| 5  | Capitoli - Capitoli 21-24 |                        |
| 6  | 25 giugno 2019            | ISBN 978-4-04-108356-7 |
| 6  | Capitoli - Capitoli 25-28 |                        |
| 7  | 26 ottobre 2019           | ISBN 978-4-04-108357-4 |
| 7  | Capitoli - Capitoli 29-32 |                        |
| 8  | 25 aprile 2020            | ISBN 978-4-04-109338-2 |
| 8  | Capitoli - Capitoli 33-37 |                        |
| 9  | 26 settembre 2020         | ISBN 978-4-04-109340-5 |
| 9  | Capitoli - Capitoli 38-42 |                        |
| 10 | 26 febbraio 2021          | ISBN 978-4-04-109341-2 |
| 10 | Capitoli - Capitoli 43-47 |                        |
| 11 | 26 luglio 2021            | ISBN 978-4-04-111584-8 |
| 11 | Capitoli - Capitoli 48-52 |                        |
| 12 | 25 febbraio 2022          | ISBN 978-4-04-111586-2 |
| 12 | Capitoli - Capitoli 53-57 |                        |
| 13 | 26 luglio 2022            | ISBN 978-4-04-112723-0 |
| 13 | Capitoli - Capitoli 58-62 |                        |
| 14 | 26 gennaio 2023           | ISBN 978-4-04-113364-4 |
| 14 | Capitoli - Capitoli 63-67 |                        |
| 15 | 26 giugno 2023            | ISBN 978-4-04-113825-0 |
| 15 | Capitoli - Capitoli 68-72 |                        |
| 16 | 26 dicembre 2023          | ISBN 978-4-04-114437-4 |
| 16 | Capitoli - Capitoli 73-77 |                        |
| 17 | 25 giugno 2024            | ISBN 978-4-04-115051-1 |
| 17 | Capitoli - Capitoli 78-83 |                        |
| 18 | 26 dicembre 2024          | ISBN 978-4-04-115712-1 |
| 18 | Capitoli - Capitoli 84-89 |                        |
| 19 | 26 agosto 2025            | ISBN 978-4-04-116543-0 |

#### Spin-off
Nel numero di settembre 2018 di Monthly Shōnen Ace, venne rivelato che Taku Kawamura avrebbe realizzato un manga 4 koma della serie, intitolato Soreyuke! Isekai Cheat Magician (それゆけ！異世界チート魔術師?, Soreyuke! Isekai Chīto Majutsushi, lett. "Questo è tutto! I maghi imbroglioni di un altro mondo"), il quale avrebbe iniziato la serializzazione nel numero uscito il 25 agosto successivo. L'opera si è conclusa il 26 ottobre 2019. La serie spin-off, incentrata su vicende umoristiche, presenta anche alcuni episodi esclusivi pubblicati originariamente sui siti web Comic Walker e Nico Nico Seiga. Il primo volume tankōbon è stato pubblicato il 26 marzo 2019. Due volumi sono stati pubblicati entro il 25 giugno 2019.
| 1 | 26 marzo 2019 | ISBN 978-4-04-107821-1 |
| 1 | Capitoli (traduzioni letterali dei titoli) - Karaoke (カラオケ編?, Karaoke-hen) - Ramen (ラーメン編?, Rāmen-hen) - Ipnosi (催眠術編?, Saiminjutsu-hen) - Sacco da boxe (サンドバッグ編?, Sando Baggu-hen) - Necrofear Hound Dog (ネクロフィアハウンドドッグ編?, Nekurofia Haundo Doggu-hen) - Paripi (パリピ編?, Paripi-hen) - Ce l'hai? (それいる?編?, Sore iru? Hen) - Un lungo incantesimo (呪文長い編?, Jumon nagai-hen) - Un suono strano (変な音編?, Hen'naoto-hen) - Un frutto follemente delizioso (めっちゃうまい実編?, Metcha umai mi-hen) - Tagliarsi le dita (指切りげんまん編?, Yubikiri genman-hen) - Fungo velenoso/ (毒キノコ編?, Doku kinoko-hen) - Babbo Natale (サンタクロース編?, Santa Kurōsu-hen) - Sono cresciuto (でっかくなっちゃった編?, Dekkaku natchatta-hen) - Sto cercando qualcosa (探し物編?, Sagashi mono-hen) |                        |
| 2 | 25 giugno 2019 | ISBN 978-4-04-108355-0 |
| 2 | Capitoli (traduzioni letterali dei titoli) - Il lavoro part-time di Grammy (グラミのバイト編?, Gurami no Baito-hen) - Costellazione (星座編?, Seiza-hen) - Shōgi (将棋編?, Shōgi-hen) - Manners (マナー編?, Manā-hen) - Arte (芸術編?, Geijutsu-hen) - La passeggiata di Taichi (タイチさんぽ編?, Taichi sanpo-hen) - Haiku (俳句編?, Haiku-hen) - Barbecue (BBQ編?, BBQ-hen) - San Valentino (バレンタイン編?, Barentain-hen) - Che tipo di vestito indossi? (どんな服着てるの編?, Don'na fuku kiteru no hen) - La biancheria intima di Lemia (レミーアさんの下着編?, Remīa-san no shitagi-hen) - Sono diventato più piccolo (小っちゃくなっちゃった編?, Shōccha natchatta-hen) - Abracadabra (アブラカタブラ編?, Aburakatabura-hen) - Febbre da fieno (花粉症編?, Kabunshō-hen) - Bevanda energetica (栄養ドリンク編?, Eiyō dorinku-hen)      |                        |

### Anime
Un adattamento anime fu annunciato il 16 aprile 2018. La serie, composta da 12 episodi, è stata creata dallo studio Encourage Films con la regia di Daisuke Tsukushi, la sceneggiatura di Takayo Ikami, il character design di Shuji Maruyama e la musica composta da Yoshiaki Fujisawa. La serie animata è stata trasmessa in Giappone dal 10 luglio al 25 settembre 2019 su AT-X, Tokyo MX, KBS, SUN, TVA, BS11. La sigla d'apertura Panta Rhei (lett. "Tutto scorre") è cantata dai Myth & Roid mentre quella di chiusura Chīsana omoi (小さな想い? lett. "Piccoli pensieri") è interpretata da Rie Takahashi. Durante l'evento Anime Japan 2019, tenutosi verso fine marzo 2019, fu mostrato il primo trailer. Un episodio OAV è stato trasmesso il 5 luglio 2021 al termine di una replica televisiva.
Crunchyroll ha acquistato i diritti internazionali per distribuire la serie in versione sottotitolata in svariati Paesi al di fuori dell'Asia, tra cui l'Italia.

#### Episodi
| Nº       | Titolo italiano Giapponese 「Kanji」 - Rōmaji | In onda           | In onda |
| Nº       | Titolo italiano Giapponese 「Kanji」 - Rōmaji | Giapponese        |         |
| 1        | I "Dispersi" da un altro mondo 「異世界からの「迷い人」」 - Isekai kara no "mayoijin" | 10 luglio 2019    |         |
| 1        | In un mondo parallelo viene tentata un'evocazione magica, ma un assassino ostacola il rituale, corrompendo l'incantesimo. Nel frattempo sulla Terra, due studenti giapponesi di nome Taichi e Rin vengono improvvisamente avvolti da un cerchio magico e trasportati nell'altro mondo. Un cavallo mostruoso li attacca, ma un trio di avventurieri armati e con abilità magiche viene in loro soccorso e lo uccidono. Ispirati da loro a diventare avventurieri per guadagnarsi da vivere, Taichi e Rin vengono scortati nella città di Azpire, dove tentano di registrarsi alla gilda degli avventurieri. Tuttavia, quando vengono misurate le loro abilità magiche, si scopre che sono così sorprendenti che il maestro della gilda manda Taichi e Rin da Lemia, una maestra mago, e dalla sua apprendista elfa Muller. Dopo aver letto le capacità magiche di Taichi e Rin, Lemia dichiara che devono diventare i suoi apprendisti. |                   |         |
| 2        | L'addestramento magico 「魔術修行」 - Majutsu shugyō | 17 luglio 2019    |         |
| 2        | Lemia rivela che Rin e soprattutto Taichi possiedono enormi poteri magici, rendendo un apprendistato con lei un prerequisito per controllarli. Mentre Rin è identificata come una Quad Magician in grado di maneggiare tutti e quattro i principali elementi magici, Taichi è designato come un mago unico ancora più raro che può utilizzare direttamente il potere degli spiriti che controllano quelle forze elementali, sebbene la sua specialità magica rimanga ancora sconosciuta. Sotto la guida di Lemia e Muller, i due si diplomano in un tempo sorprendentemente breve e vengono poi rimandati ad Azpire per farsi registrare come veri avventurieri. Si scopre poi che Taichi continua a sentire una voce fugace che gli parla di tanto in tanto. |                   |         |
| 3        | Le avventure dei principianti 「駆け出し冒険者」 - Kakedashi bōkensha | 24 luglio 2019    |         |
| 3        | Dopo aver lavorato per un po' come avventurieri di basso rango, a Taichi e Rin viene affidata una missione per scoprire la causa della crescente carenza di cibo e altre necessità vitali di Azpire. Nel bar su cui sono incaricati di indagare, si scopre che gli avventori hanno semplicemente scremato il loro cibo da una carovana che era già stata saccheggiata; ma sulla via del ritorno, Taichi e Rin vengono attaccati da un trio di assassine. Sconfiggendone una e facendo scappare le altre, portano la loro prigioniera alla gilda, dove le viene fatta un'offerta per la sua libertà. Il giorno successivo, Muller li porta in campagna per verificare un ritardo nelle consegne di frutta legato alla penuria economica. Finiscono per combattere diversi mostri, ma iniziano rapidamente a sospettare che Cassim, uno dei frutticoltori che hanno incontrato, sia in combutta con i veri ladri. |                   |         |
| 4        | Il patto cremisi 「真紅の契約」 - Shinku no keiyaku | 31 luglio 2019    |         |
| 4        | Taichi, Rin e Muller trovano e sconfiggono una banda di briganti che fanno irruzione nei frutteti, quindi affrontano Cassim, che come sospettavano era in combutta con i malfattori. Messo alle strette, Cassim ammette di aver pianificato le incursioni e lui e la sua partner Grammy attaccano i tre. Per sconfiggere Taichi, Cassim evoca un elementale del gelo e lo potenzia con la sua magia del patto cremisi, rendendolo praticamente imbattibile. Ma quando minaccia di fare del male a Rin e Muller, uno spirito del vento chiamato Aerial, la cui voce viene avvertita dal ragazzo già da diverso tempo, si offre di prestare a Taichi il suo potere, cosa che lui accetta. Grazie alle sue abilità notevolmente potenziate da Aerial, Taichi distrugge l'elementale e recide un braccio di Cassim mentre quest'ultimo e Grammy si mettono in fuga. Dopo aver utilizzato così tanto potere, il giovane eroe crolla a terra privo di coscienza. Alla fine si vede una giovane donna mentre inizia a torturare qualcuno per ottenere delle informazioni, mentre una coppia di giovani maghi gemelli sta nutrendo un gruppo enorme di capsule in una camera sotterranea con i loro poteri magici. |                   |         |
| 5        | Puzza di complotto 「策動の匂い」 - Sakudō no nioi | 7 agosto 2019     |         |
| 5        | Taichi si risveglia nella casa di Lemia e scopre che Rin e Muller lo hanno portato lì dopo che è crollato a seguito dello scontro precedente. Successivamente Lemia parla della sua battaglia contro i maghi cremisi e poi identifica la specialità di Taichi che si scopre essere un evocatore che può legarsi con gli spiriti elementali in grado di utilizzare direttamente i loro vasti poteri. Tornato ad Azpire per riunirsi a Rin e Muller, Taichi incontra Anastasia, l'assassina catturata da lui e Rin, ora divenuta un membro della gilda che indaga sulla causa della carenza di cibo. I due decidono di fare squadra e si infiltrano in un maniero della città che si sospetta sia il centro di questa operazione illegale, e qui scoprono un piano per scatenare un esercito di mostri potenziati dal patto cremisi su Azpire. Nel frattempo, Rin e Muller vengono attirate in una trappola da Cassim, Grammy e un altro uomo misterioso che vien presentato come la mente dietro l'operazione e che decide di sfidarle a sventare l'invasione. |                   |         |
| 6        | La difesa di Azpire 「アズパイア防衛戦」 - Asupaia bōei-sen | 14 agosto 2019    |         |
| 6        | Rin e Muller tornano alla gilda e diffondono l'allarme sull'incursione in arrivo. Taichi e Anastasia si fanno strada nella cantina della villa, dove i gemelli maghi Miro e Mero liberano i goblin cremisi che hanno allevato. Tuttavia, perdono rapidamente il controllo sui loro mostri, spingendo Taichi a salvarli. All'arrivo dell'alba, gli avventurieri di Azpire incontrano i mostri invasori, molti dei quali potenziati dal patto cremisi. Di ritorno dall'esplorazione della villa, Taichi lascia Anastasia indietro per unirsi alla battaglia. |                   |         |
| 7        | L'evocatore 「召喚術師」 - Shōkan jutsushi | 21 agosto 2019    |         |
| 7        | Mentre la battaglia infuria, e l'uomo misterioso e Cassim la osservano, Anastasia subisce un incantesimo ipnotico e si smarrisce nei campi di battaglia. Con sorpresa di tutti, al combattimento si unisce un drago a due teste che sale dal sottosuolo. Mentre Taichi si prepara a fronteggiare il mostro, Anastasia appare accanto a lui e viene ferita mortalmente dall'attacco del respiro del drago. Mentre muore tra le sue braccia, Taichi infuriatosi chiede ad Aerial di farlo diventare più potente, un desiderio che sigilla formalmente il patto tra lui come evocatore e Aerial come suo spirito e ciò rinvigorisce anche la determinazione del ragazzo di salvare tutti coloro a cui tiene. Così Taichi sconfigge il drago, dopodiché il mostro si ritira, non prima di fornirgli un criptico avvertimento che una certa persona desidera usare il potere di Taichi per controllare il destino di questo mondo. |                   |         |
| 8        | La Capitale Reale Wennifix 「王都ウェネーフィクス」 - Ōto Uenēfikusu | 28 agosto 2019    |         |
| 8        | Dopo la battaglia, Taichi, Rin, Lemia e Muller ricevono una convocazione a Weennifix, la capitale di Eristein (il regno in cui si trova Azpire), per aiutare il re Gilmar a sedare la ribellione istigata da suo fratello minore, il duca Dortesheim. Dopo aver incontrato il re, Lemia lo affronta con il sospetto che sia lui il responsabile dell'evocazione di Taichi e Rin in questo mondo, cosa che Gilmar conferma. Sua figlia, la principessa Charlotte, ha eseguito l'evocazione su comando di suo padre, ma con suo grande rammarico è incapace di riportare i due ragazzi sulla Terra. Mentre Taichi e Rin devono affrontare la prospettiva di dover combattere - e possibilmente uccidere - esseri umani, l'uomo misterioso di Azpire si rivela essere Lodra, l'alto cardinale del re. |                   |         |
| 9        | L'inizio della battaglia 「戦のはじまり」 - Ikusa no hajimari | 4 settembre 2019  |         |
| 9        | Dopo aver appreso dell'arrivo di Taichi e Rin, la cui abilità ad Azpire li ha resi quasi leggendari, il duca Dortesheim decide di accelerare il suo piano per prendere il trono. Un assassino viene inviato per eliminarli, ma Taichi e i suoi amici notano la sua presenza e preparano un'imboscata, sventando l'attentato alle loro vite. Il giorno dopo, il marchese Nilgan, uno degli alleati di Dortesheim, guida il primo attacco con una truppa sorprendentemente piccola; ma il loro piano viene svelato quando impiegano dei potenti anelli magici per bombardare i difensori reali con attacchi a distanza. Combinando i loro poteri, Taichi, Rin, Aerial e i maghi di corte eliminano gli aggressori con un fulmine che li lascia tutti paralizzati, risparmiando loro la vita; Nilgan viene assassinato da Inimicus, il consigliere di Dortesheim, per il suo fallimento. Alla fine, Cassim e Grammy, che si sono infiltrati nella capitale, hanno in programma di attirare Taichi in una trappola per regolare i conti con lui. |                   |         |
| 10       | Il punto di svolta 「ひとつの決着」 - Hitotsu no kecchaku | 11 settembre 2019 |         |
| 10       | Mentre cerca una medicina per lo stomaco dopo aver mangiato troppo alla festa della vittoria, Taichi incontra Cassim, che lo costringe a duellare contro di lui. Per pareggiare le probabilità e determinare quale di loro è più abile, Cassim usa un'effigie magica datagli da Lodra per bloccare la maggior parte dei poteri di Taichi. Ricordando l'allenamento di Lemia, Taichi sconfigge il suo avversario, ma con sorpresa di tutti uno spirito oscuro emerge dall'effigie per ucciderlo. Collaborando tutti insieme, Taichi, Cassim e Grammy distruggono l'effigie, ripristinando il potere di Taichi e permettendogli di eliminare lo spirito. Taichi si separa da Cassim e Grammy, che iniziano a provare un riluttante rispetto per lui; ma questo scontro si rivela essere parte del piano di Lodra e della sua misteriosa amante, Lady Shade. Poco dopo, Dortesheim dichiara guerra aperta e vengono fatti dei preparativi molto veloci per affrontare il nemico. |                   |         |
| 11       | La battaglia di Marwalt 「マーウォルトの会戦」 - Māuoruto no kaisen | 18 settembre 2019 |         |
| 11       | Inizia la guerra per la corona e i due eserciti si scontrano sul campo di battaglia. Mentre Rin, Lemia e Muller combattono al fianco dei soldati del re, Taichi e Aerial si infiltrano nel campo base di Dortesheim per cercare di convincerlo a porre pacificamente fine alla ribellione. Ma Inimicus, intriso di magia oscura ed ebbro di devozione per Lady Shade, scatena un incantesimo che trasforma i soldati di entrambe le parti in berserker simili a zombi che minacciano di massacrare tutti sul loro cammino. |                   |         |
| 12       | Isekai Cheat Magician 「異世界チート魔術師」 - Isekai Chīto Majutsushi | 25 settembre 2019 |         |
| 12       | I due eserciti avversari uniscono le forze per opporsi ai berserker, ma la battaglia si rivela molto dura. Pronto a fare tutto ciò che gli è possibile per salvare i suoi amici, Taichi fa appello al pieno potere di Aerial. Riconoscendo la volontà di Taichi di sacrificarsi, Aerial rinuncia alla sua forma attuale, evolvendosi nella Regina degli Spiriti del Vento, Sylphid, e consentendo a Taichi di spezzare l'incantesimo. Quindi combatte Inimicus, che viene trasformato in un demone dal potere oscuro che risiede in lui, e lo distrugge; ma prima, Inimicus lo informa delle intenzioni di Lady Shade di usare i suoi poteri per cambiare questo mondo. Con la fine della guerra civile, Dortesheim viene giustiziato per tradimento, mentre il gruppo di Taichi viene ampiamente ricompensato per il servizio reso e torna ad Azpire dove diventano ufficialmente eroi. Nonostante la prefigurazione di un conflitto futuro da parte di Inimicus, Taichi si rivela ancora più determinato a usare i suoi poteri per proteggere i suoi amati amici. |                   |         |
| 13 (OAV) | I maghi e la Festa della Notte Stellata 「宵星の祭りと魔術師」 - Yoiboshi no matsuri to majutsushi | 5 luglio 2021     |         |
| 13 (OAV) | Il gruppo torna ad Azpire e scoprono che la gente sta organizzando un festival per quella notte. Il Festival della Notte Stellata si svolge una volta all'anno e consente ai morti di riunirsi con la famiglia, gli amici e i propri cari purché tutte le persone coinvolte indossino delle maschere. I vivi lasciano delle maschere sulle tombe dei loro cari in modo che possano identificarli dalla maschera che indossano. Taichi compra dei fiori e una maschera, lasciandoli sulla lapide di Anastasia. Il gruppo di Taichi stabilisce quindi una bancarella di granita dopo che la zuppa afrodisiaca dei maestri della gilda non si è rivelata adatta all'evento. Durante i titoli di coda, Taichi balla con Rin, poi vede Anastasia e decide di ballare con lei durante l'ultima canzone della festa. |                   |         |

#### Pubblicazioni
Gli episodi di Isekai Cheat Magician sono stati raccolti in tre volumi BD/DVD, distribuiti in Giappone per il mercato home video tra il 25 ottobre e il 25 dicembre 2019.
| Volume |         |                       |
| Volume | Episodi | Data di pubblicazione |
| ------ | ------- | --------------------- |
| 1      | 1-4     | 25 ottobre 2019       |
| 2      | 5-8     | 27 novembre 2019      |
| 3      | 9-12    | 25 dicembre 2019      |

## Accoglienza
La serie di light novel è stata la seconda tra quelle maggiormente in vendita in Giappone tra fine maggio ed inizio giugno 2018.
Theron Martin di Anime News Network recensì l'anime apprezzando in particolare la protagonista femminile Rin, alcuni personaggi interessanti e simpatici ed il buon equilibrio tra ruoli minori e più importanti mentre trovò come difetti i bassi costi di produzione ed il fatto che si rivelasse troppo simile ad oltre opere del medesimo genere.